# Raf Vallone
Raffaele "Raf" Vallone, född 17 februari 1916 i Tropea, Kalabrien, död 31 oktober 2002 i Rom var en italiensk fotbollsspelare och skådespelare.

## Utmärkelser
Vallone har bland annat vunnit David di Donatello-priset som Bästa skådespelare för Utsikt från en bro 1962.

## Rollista i urval
- 1949 – Bittert ris
- 1949 – Brinnande gräns
- 1950 – Hoppets väg
- 1952 – Rom klockan 11
- 1953 – Brottslig kärlek
- 1954 – Gatflickan i societen
- 1960 – De två kvinnorna
- 1960 – Flykt utan nåd
- 1961 – El Cid
- 1961 – Phaedra
- 1961 – Utsikt från en bro
- 1963 – Kardinalen
- 1966 – Nevada Smith
- 1969 – Den vilda biljakten
- 1970 – Brevet till Kreml
- 1972 – Summertime Killer
- 1974 – Operation Rosebud
- 1975 – Öga för öga
- 1977 – På andra sidan midnatt
- 1978 – En grekisk skeppsredare
- 1980 – Ökenlejonet
- 1990 – Gudfadern Del III